# 氯化石蜡
氯化石蠟（化學式：CxH(2x−y+2)Cly）是固態的氯化烷烴混合物。一般而言，氯原子在氯化石蠟的比重介乎 40% ─ 70%。由於氯原子比氫原子重，氯化石蠟的碳原子數比一般石蠟為低。十顆碳原子長度的氯化烷烴已具備石蠟的形態。
根據國際癌症研究機構的研究報告，氯化石蠟被歸入2B类致癌物（有可能對人類致癌）。